# DC vs. Marvel
DC vs. Marvel (ré-édité en Marvel vs. DC #2 et 3), est un comic book américain en série limitée paru entre avril et mai 1996, dévoilant les crossover publiés par les firmes DC Comics (Detective Comics) et Marvel Comics ainsi que leur fusion, intitulée Amalgam Comics.
La série est écrite par Ron Marz et Peter David, agrémentée des planches de Dan Jurgens et Claudio Castellini.

## Histoire
Deux « Frères » cosmiques, qui personnifient l'univers DC Comics et l'autre celui de Marvel Comics, prennent conscience de l'existence l'un de l'autre. Ils se contestent, provoquant de ce fait une série de duels impliquant les divers super-héros et autres protagonistes des deux univers.
On assiste donc aux duels de : Superman-Hulk, Batman-Captain America, Wonder Woman-Tornade, Wolverine-Lobo, Aquaman-Namor, Green Lantern-Surfer d'argent, Catwoman-Elektra, Nightwing-Gambit, Captain Marvel-Thor, Superboy-Spider-Man... Celui qui perd cessera d'exister.
Mais, lorsque les deux entités cosmiques qui sont normalement chargées de surveiller leur univers respectifs, décident de fusionner leurs univers pour contrer la menace des deux Frères cosmiques, les deux mondes sont alors bouleversés et changés en un monde unique intitulé l'Amalgam Universe, donnant naissance à des héros « fusionnés » tels que le Super Soldat, Amazon, Darkclaw ou encore la JLX et Lobo The Duck...
L'histoire a donc une composante hors des deux univers. Parmi ses onze batailles primaires, cinq résultats ont été déterminés par le vote des fans des comics DC et Marvel.

## Liste des batailles

### Liste des six batailles préliminaires
- Aquaman (DC) vs. Namor (Marvel)

Aquaman remporte le combat en invoquant une baleine pour sauter hors de l'eau et atterrir au-dessus de Namor. Puisque Namor est coincé et incapable de bouger, il est déclaré perdant.
- Catwoman (DC) vs. Elektra (Marvel)

Elektra remporte le combat en coupant le fouet de Catwoman alors que cette dernière était suspendue à une poutre sur un bâtiment en construction, mais Catwoman survit en tombant dans une benne à ordures remplie de sable.
- Flash (DC) vs. Vif-Argent (Marvel)

Flash remporte le combat grâce à sa vitesse supérieure.
- Robin (DC) vs. Jubilee (Marvel)

Robin remporte le combat en utilisant sa cape comme leurre puis en attachant Jubilee.
- Green Lantern (DC) vs. le Surfer d'argent (Marvel)

Le Surfer d'argent remporte le combat lorsque les deux adversaires entrent en collision, déclenchant une énorme explosion qui assomme Green Lantern mais qui laisse le Surfer d'argent imperturbable.
- Captain Marvel (DC) vs. Thor (Marvel)

Thor remporte le combat lorsque Captain Marvel est contraint de revenir à son alter ego de Billy Batson. Billy essaie de revenir en arrière, mais Thor utilise son marteau Mjolnir pour intercepter l'éclair qui l'aurait transformé en capitaine Marvel ; l'impact résultant assomme Billy et envoie le marteau de Thor dans les airs.

### Liste des cinq batailles ayant pour résultats le vote des fans
- Superman (DC) vs. Hulk (Marvel)

Après avoir échangé des coups de poing et envoyé une rafale de chaleur de sa super-vision, Superman remporte finalement le combat.
- Superboy (DC) vs. Spider-Man (Marvel)

Avec l'avantage de son « sens d'araignée », Spider-Man remporte le combat en liant Superboy avec sa toile et en l'électrocutant avec une source haute tension.
- Batman (DC) vs. Captain America (Marvel)

Le match se termine dans l'incertitude : bien que les deux adversaires se soient égalés après des heures de combat, un rinçage soudain d'une bouche d'égout déséquilibre Captain America alors que Batman parvient à le frapper avec un batarang. Batman sauve Captain America d'une mort certaine par noyade, mais Captain America, rendu inconscient à cause de sa quasi-noyade, perd la rencontre.
- Lobo (DC) vs. Wolverine (Marvel)

Wolverine bat Lobo dans une bagarre brutale qui se déroule largement hors-champ des cases de la bande dessinée.
- Wonder Woman (DC) vs. Tornade (Marvel)

Après que Diana (Wonder Woman) lâche le marteau de Thor afin de permettre à la rencontre de se dérouler comme prévu, Tornade remporte le combat après avoir envoyé à plusieurs reprises sa foudre sur Diana, à la suite d'une brève lutte au corps à corps.
Bien que le vainqueur du combat entre Batman et Captain America soit inconnu, le nouveau personnage d'Access, un homme capable de traverser entre les deux univers, infuse Batman et Captain America chacun avec des fragments de leurs univers respectifs, avant que les deux entités cosmiques tutélaires des univers DC et Marvel, respectivement le Spectre et le Tribunal vivant, ne tentent de trouver un compromis face aux conflits des deux Frères cosmiques en fusionnant les deux univers ensemble. Cela aboutit à la publication de l'Amalgam Universe en 12 numéros, qui voit différentes versions fusionnées des héros et des méchants agir comme s'ils existaient depuis des années.
Access est finalement en mesure de trouver Dark Claw et Super-Soldier — des versions de Batman et Captain America qui ont été « fusionnées » avec Wolverine et Superman, respectivement — et utiliser les fragments des univers originaux en eux pour ramener les univers à la normale.
Alors que les deux Frères cosmiques se livrent à une bataille directe l'un contre l'autre, le Spectre et le Tribunal vivant tentent de mettre fin au conflit, mais Batman et Captain America convainquent Access de les emmener également jusqu'au conflit. Observant les esprits de Batman et de Captain America alors qu'ils tentent d'arrêter le combat, les deux Frères se rendent compte que les deux hommes sont essentiellement des Frères en miniature, chacun unique parmi leurs mondes mais sans intérêt pour le conflit dans lequel les Frères se sont engagés. Réalisant l'inutilité de leur conflit, les Frères se retirent et se félicitent, les deux disant ensemble « Vous avez bien fait » (You've done well).

## Épisodes d'Amalagam Comics

### Première vague
La première vague est sortie en avril 1996 :
- Amazon #1	(John Byrne), fusion entre Wonder Woman (DC) et Tornade (Marvel).
- Assassins #1 (D.G. Chichester / Scott McDaniel), fusion entre les univers de Batman et de Daredevil. Les deux héroïnes, Catsai et Dare, sont issues des fusions respectives de Catwoman (DC) et Elektra (Marvel), et de Daredevil (Marvel) et Deathstroke (DC). Leur ennemi Big Question est une fusion de Riddler (DC) et du Caïd (Marvel).
- Bruce Wayne: Agent of S.H.I.E.L.D. #1 (Chuck Dixon / Cary Nord), fusion entre l'univers de Batman (DC) et celui de Nick Fury (Marvel). Bruce Wayne est ici le directeur du SHIELD.
- Bullet And Bracelets #1 (John Ostrander / Gary Frank), la dernière aventure de Diana Prince (DC) avec Trevor Castle (fusion de Steve Trevor de DC et du Punisher de Marvel) sur Apokolips, planète dirigée par Thanoseid (fusion du Thanos de Marvel et du Darkseid de DC).
- Dr StrangeFate #1	(Ron Marz / Jose Luis Garcia-Lopez), fusion entre le Docteur Strange (Marvel) et le Docteur Fate (DC). L'homme sous le casque du Dr Strangefate n'est autre que Charles Xavier (Marvel).
- JLX #1 (Gerard Jones et Mark Waid / Howard Porter), fusion entre la JLA (DC) et les X-Men (Marvel).
- Legends Of The Dark Claw #1 (Larry Hama / Jim Balent), fusion entre Batman (DC) et Wolverine (Marvel)
- Magneto And The Magnetic Men #1 (Gerard Jones et Mark Waid / Jeff Matsuda), fusion entre la Confrérie des Mauvais Mutants de Magnéto (Marvel) et les Metal Men (DC)
- Speed Demon #1 (Howard Mackie et James Felder / Salvador Larroca), fusion entre Ghost Rider (Marvel), Flash et Etrigan (DC)
- Spider-Boy #1 (Karl Kesel / Mike Wieringo), fusion entre Superboy (DC) et Ben Reilly (Marvel)
- Super-Soldier #1 (Mark Waid / Dave Gibbons), fusion entre Captain America (Marvel) et Superman (DC)
- X-Patrol #1 (Karl Kesel et Barbara Kesel / Roger Cruz), fusion de la Doom Patrol (DC) et de différents personnages Marvel, venus entre autres de la série X-Force.

### Seconde vague
La seconde vague est sortie en juin 1997 :
- Bat-Thing #1 (Larry Hama / Rodolfo Damaggio), fusion de Man-Bat (DC) et de l'Homme-Chose (Marvel)
- Challengers Of The Fantastic #1 (Karl Kesel / Tom Grummett), fusion des Fantastic Four (Marvel) et des Challengers of the Unknown (DC)
- Dark Claw Adventures #1 (Ty Templeton), fusion version dessin animé entre Batman (DC) et Wolverine (Marvel)
- Exciting X-Patrol #1 (Barbara Kesel / Bryan Hitch), fusion de la Doom Patrol (DC) et de différents personnages mutants de Marvel.
- Generation Hex #1	(Peter Milligan / Adam Pollina), fusion entre Generation X  (Marvel) et l'univers western de Jonah Hex (DC).
- Iron Lantern #1 (Kurt Busiek / Paul Smith), fusion entre Iron Man (Marvel) et Green Lantern (DC)
- JLX Unleashed #1 (Christopher Priest / Oscar Jimenez), fusion entre la JLA (DC) et les X-Men (Marvel)
- Lobo The Duck #1	(Alan Grant / Val Semeiks), fusion entre Lobo (DC) et Howard the Duck (Marvel)
- Magnetic Men Featuring Magneto #1	(Tom Peyer / Barry Kitson), fusion entre la Confrérie des Mauvais Mutants de Magnéto (Marvel) et les Metal Men (DC)
- Spider-Boy Team-Up #1 (Roger Stern et Karl Kesel / Ladronn), fusion entre Superboy (DC) et Spider-Man (Marvel), accompagnée de la fusion entre la Légion des Super-Héros (DC) et différentes super-équipes de Marvel.
- Super-Soldier : Man Of War #1 (Mark Waid et Dave Gibbons / Dave Gibbons), fusion entre Captain America (Marvel) et Superman (DC)
- Thorion Of The New Asgods #1 (Keith Giffen / John Romita Jr.), fusion entre Thor (Marvel) et Orion des New Gods (DC)

## Recueil
La série est également rassemblée dans un numéro unique appelé DC versus Marvel Comics. Deux versions de ce livre de poche existent avec une édition ayant DC remportant trois des cinq batailles désignées par les fans, et une autre version du livre de poche avec Marvel remportant trois des batailles votées. Dans les deux éditions seulement, Superboy et Lobo perdent leurs combats respectifs.